# Eden Musée

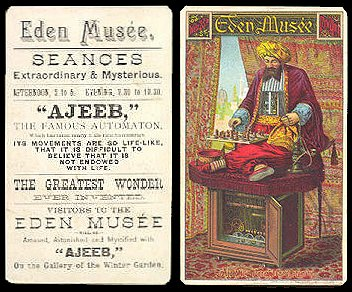
Affiche de l'automate Ajeeb à l'Eden Musée.

Fondé en 1883 et situé dans la 23e Rue, entre la 5e et 6e avenue à New York, l'Eden Musée était un bâtiment français moderne de style Renaissance qui logeait une des plus grandes collections au monde de personnages de cire. Pour 50 cents en 1905, le visiteur pouvait admirer les grands de ce monde, tels que le président Roosevelt et le roi Édouard VII, ainsi que la fameuse chambre des horreurs.
Le musée exposait également des articles uniques, tel l'automate d'échecs d'Ajeeb qui en 1885 était champion d'échecs aux États-Unis.
Le visiteur las pouvait se reposer et écouter de la musique, grâce à l'orchestre qui se produisait après-midi et soir dans la salle de concert. 
En 1892, un projecteur de films cinématographiques, utilisant un disque en bois rotatif sur lequel étaient fixés 20 verres positifs, renvoyait par une ouverture des images scintillantes. Quatre ans plus tard, Georges Méliès, le magicien et propriétaire du théâtre Robert-Houdin à Paris, créa sa série de films.
Vers la fin des années 1890, le théâtre Eden Musée devint le centre cinématographique de New York. Edwin Stanton Porter, surnommé « la mémoire du film américain », était technicien, présentateur et rapporteur des films de l’époque. 
Lieu d'exposition de films et de nouvelles technologies, l'Eden Musée devint un petit théâtre où Joseph Dunninger présenta jusqu’en 1913 de nouveaux effets magiques de sa propre invention.
L'Eden Musée a fait faillite, a fermé en 1915 et des figures de cire ont été achetées aux enchères par Samuel Gumpertz (ancien directeur du parc Dreamland de Coney Island). Le nouveau musée Eden Musée a ouvert en 1916 à Coney Island, Brooklyn, New York. Le 19 mars 1928, il a disparu dans un incendie et n'a pas rouvert.
Un Eden musée a ouvert à Chicago en 1889 (227-229 Wabash Avenue, rebaptisé "Casino" en 1893 puis fermé) et à Boston en 1900 (fermé en 1918, transféré à Cedar Point, Ohio en 1919, rénové de 1947 à 1949, fermé définitivement en 1966). Un parcours hanté, inspiré de l'Eden Musée de Boston a ouvert en 2012 au parc Cedar Point.